# Urophora spatiosa
Urophora spatiosa är en tvåvingeart som först beskrevs av Becker 1913.  Urophora spatiosa ingår i släktet Urophora och familjen borrflugor. Inga underarter finns listade i Catalogue of Life.